# Мокрое (Владимирская область)
Мокрое — деревня в Гусь-Хрустальном районе Владимирской области России, входит в состав Демидовского сельского поселения.

## География
Деревня расположена в 43 км на юго-запад от Гусь-Хрустального, в 6 км на юг от ж/д станция Ильичёв на линии Москва—Муром, на берегу реки Караслица. Непосредственно с севера прилегает деревня Шевертни и протекает Паткина речка, на юге река Караслица и болото Орловское.

## История
До революции в составе Демидовской волости Касимовского уезда Рязанской губернии, с 1926 года — в составе Палищенской волости Гусевского уезда Владимирской губернии. В 1926 году в деревне было 116 дворов.
С 1929 года деревня являлась центром Ильичевского сельсовета Гусь-Хрустального района Владимирского округа Рязанской Промышленной области, с 1935 года — в составе Курловского района Рязанской области, с 1944 года — в составе Владимирской области, с 1963 года — в составе Гусь-Хрустального района, с 2005 года — в составе Демидовского сельского поселения.
В годы советской власти в деревне располагалась центральная усадьба колхоза «Память Ленина».

## Население
| 1859 | 1905 | 1926 | 2002 | 2010 | 2021 |
| ---- | ---- | ---- | ---- | ---- | ---- |
| 256  | ↗612 | ↗646 | ↘267 | ↘234 | ↘151 |

## Инфраструктура
В деревне находятся завод «Маркабель», продуктовый магазин (Курловское ПО), детская группа-сад при школе, фельдшерско-акушерский пункт, отделение почтовой связи № 601523, администрация МО Демидовское СП.
Существовал детский сад № 24, дом культуры, средняя общеобразовательная школа (закрыта в 2015 году).

### Памятники и мемориалы
- Мемориал Великой Отечественной войны

## Транспорт
Мокрое расположено в 27,3 км от автодороги федерального значения Р132 «Золотое кольцо». До деревни проходит автодорога 17Н-238 Спудни — Ильичево.
Остановка общественного транспорта обслуживается автобусным маршрутом № 111 Гусь-Хрустальный — Старково (заезд в Мокрое).
В 5,8 км от деревни находится железнодорожная станция Ильичево.